# La Torre de Cabdella
La Torre de Cabdella (Torre de Capdella in spagnolo) è un comune spagnolo di 672 abitanti situato nella comunità autonoma della Catalogna.